# Цулукидзе, Михаил Александрович
Князь Михаил-Придон Александрович Цулукидзе (груз. მაიკლ ფრიდონ წულუკიძე, нем. Michael Tsoulukidse) (1894, Тифлис — 1960, Мадрид) — грузинский и немецкий военный деятель, штандартенфюрер СС.

## Биография

### Ранние годы
Из древней дворянской семьи, представители которой в царские времена были наместниками Нижней Имеретии. В 1850 году род Цулукидзе был возведен в княжеское достоинство Российской империи.
С началом Первой мировой войны вступил вольноопределяющимся в 7-й Ольвиопольский уланский полк. Участвовал в боях, был награждён Георгиевским крестом. Окончил Николаевское кавалерийское училище. Штабс-ротмистр Императорской армии.
В 1918—1921 годы — на службе в армии Грузинской Демократической Республики, подполковник.

### В эмиграции
Жил в эмиграции в Турции и Франции. Участвовал в Гражданской войне в Испании на стороне Франсиско Франко.

### Сотрудничество с нацистами
С июня 1940 годы служил во французской армии, затем в октябре 1942 года стал командиром «Группы К» («Кавказ») — добровольческого соединения из различных народов Кавказа — в Кельце, командовал группой до 1 августа 1944 г.
1 августа 1944 года вступил в ваффен-СС, служил в учебном эскадроне кавалерийской дивизии СС «Флориан Гейер». С 1 февраля 1945 г. — командир Грузинской боевой группы Кавказского соединения СС в Северной Италии. В конце апреля 1945 г. перешёл вместе с частью солдат на сторону итальянских партизан.
После окончания войны перебрался в Испанию, где стал работать в Русской секции Испанского национального радио.